# N919 (België)
De N919 is een gewestweg in de Belgische provincie Namen. Deze weg verbindt Conjoux met Celles
De totale lengte van de N919 bedraagt ongeveer 4 kilometer.

## Plaatsen langs de N919
- Conjoux
- Celles